# 稻垣隆行
稻垣隆行（日语：／ Inagaki Takayuki），日本男性動畫師、動畫演出家、動畫導演。出身於群馬縣。東京動畫師學院畢業。
隸屬於Azeta Pictures。2004年以導演處女作《沙漠神行者》亮相。導演時常任命山口宏、早坂律子、柿原優子等人擔任編劇。
有時用片假名寫成。

## 參加作品

### 電視動畫
1997年
- 小紅豆（—1998年，動畫）

1998年
- 炸彈人 彈珠人爆外傳（原畫）
- 天才小魚郎RV（原畫）

1999年
- 十兵衛 -心形眼罩的秘密-（原畫）
- 地球防衛企業（原畫）
- 魔法使俱樂部（原畫）

2001年
- 破壞魔定光（原畫）
- GEAR戰士電童（原畫）
- 地球防衛家族（演出）
- 真·女神轉生 惡魔之子（原畫）
- 妹妹公主（原畫）
- 彗星公主（ED原畫）
- 心之圖書館（原畫）
- 厄夜怪客（原畫）

2002年
- 銀河戰警（演出）
- 彩夢芭蕾（原畫）
- 魔力女管家 ～更美麗的事物～（原畫）

2003年
- 魔偵探洛基RAGNAROK（ED原畫）
- GAD GUARD（原畫）
- 空中大師（日语：エアマスター）（原畫）
- PEACE MAKER鐵（—2004年，分鏡、演出、原畫、ED原畫）

2004年
- R.O.D -THE TV-（原畫）
- F-ZERO 法爾康傳說（日语：F-ZERO ファルコン伝説）（原畫）
- 醜陋美世界（原畫）
- 沙漠神行者（—2005年，導演、分鏡、演出、OP&ED分鏡&演出、ED原畫）

2005年
- 極速攝殺（原畫）
- 聖魔之血（原畫）
- 黑貓（—2006年，分鏡、演出、原畫、OP分鏡&演出、ED原畫）

2006年
- 魔女之刃（OP原畫）
- 校園迷糊大王 二學期（分鏡、演出）
- Marginal Prince ～月桂樹的王子們～（導演、分鏡、演出）
- 南瓜剪刀（分鏡）

2007年
- 月面兔兵器米娜（原畫）
- 地球防衛少年（ED分鏡&演出）
- 瀨戶的花嫁（分鏡）
- 羅密歐×茱麗葉（分鏡、原畫）
- Devil May Cry（分鏡、演出）

2008年
- 十字架與吸血鬼（導演、編劇、分鏡）
- 十字架與吸血鬼 CAPU2（導演、編劇、分鏡）

2009年
- 戰場女武神（分鏡）
- 香格里拉（分鏡）
- 輕聲密語（分鏡）
- 乃木坂春香的秘密 Purezza♪（分鏡）

2010年
- 寶石寵物 Twinkle☆（分鏡、演出）
- B型H系（分鏡）
- 祝福的鐘聲（分鏡）
- 天降之物f（分鏡）
- 咎狗之血（分鏡）

2011年
- 寶石寵物 Sunshine（—2012年，導演、分鏡、演出、ED分鏡&演出）

2012年
- Muv-Luv Alternative Total Eclipse（導演（第2話為止）、劇本統籌（第17話為止）、編劇、分鏡）
- 寶石寵物 Kira☆Deco！（—2013年，分鏡）
- 紙箱戰機W（分鏡）

2013年
- 戰勇。（原畫）
- 火影忍者疾風傳（分鏡）
- 魔奇少年（分鏡、原畫）
- 寶石寵物 Happiness（分鏡、ED分鏡&演出）
- 我的腦內戀礙選項（導演）
- 銀狐（分鏡）

2014年
- 偽戀（分鏡）
- Lady 寶石寵物（分鏡）
- 惡魔的謎語（分鏡、ED分鏡&演出）
- 幕末Rock（分鏡）
- 電器街的漫畫店（分鏡）

2015年
- ALDNOAH.ZERO（分鏡）
- 聖劍使的禁咒詠唱（導演[2]、音響監督）
- 艦隊Collection（分鏡）
- 空戰魔導士培訓生的教官（導演、音響監督、分鏡）

2016年
- 魔法護士小麥R（分鏡）
- 為美好的世界獻上祝福！（分鏡[a]）
- 星光樂園（分鏡）
- 莉露莉露妖精 ～妖精之門～（分鏡）
- 在下坂本，有何貴幹？（分鏡）
- 初戀怪獸（導演）
- 時間飛船24（導演）

2017年
- 風夏（分鏡）
- 天使的3P！（ED分鏡）
- 雛邏輯 ～來自幸運邏輯～（分鏡）
- 單蠢女孩（分鏡）
- 動作女英雄啦啦水果（分鏡）
- 時間飛船 逆襲的三惡人（導演）

2018年
- 千緒的通學路（導演、劇本統籌、分鏡、演出）
- 佐賀偶像是傳奇（原畫）

2019年
- 笑容的代價（分鏡）
- RobiHachi（分鏡、演出、原畫）
- 八月的棒球甜心（分鏡）
- 入間同學入魔了！（分鏡、演出）

2020年
- 魔女之旅（分鏡）

2021年
- 真白之音（分鏡）

2022年
- 小鳥之翼 -高爾夫女孩的故事-（導演）

2023年
- 為美好的世界獻上爆焰！（分鏡）
- 香格里拉·开拓异境～粪作猎手挑战神作～（分鏡）

2024年
- 我內心的糟糕念頭（分鏡）
- Re:Monster（導演[b]、分鏡）
- 怪獸8號（演出）
- 為美好的世界獻上祝福！3（分鏡）

2025年
- 金肉人 完美超人始祖篇（演出）
- S級怪獸《貝希摩斯》被誤認成小貓，成為精靈女孩的騎士（寵物）一起生活（分鏡）
- 離開A級隊伍的我，和從前的弟子往迷宮深處邁進（分鏡）
- 美男高校地球防衛部HAIKARA！（日语：美男高校地球防衛部ハイカラ!）（分鏡）
- Silent Witch 沉默魔女的祕密（分鏡）

### 電影動畫
2006年
- 勇者物語（原畫）

2012年
- 劇場版 寶石寵物：甜品舞公主（原畫）

### OVA
2005年
- 校園迷糊大王 一學期補習（原畫）
- 戰鬥妖精雪風（作畫監督補佐）

2007年
- 機械女僕（—2008年，導演、編劇、分鏡、演出）

2008年
- 校園迷糊大王 三學期（原畫）

2009年
- 異世界聖機師物語（—2010年，分鏡）

2010年
- 聖痕鍊金士 ～女帝的肖像～（分鏡、演出）

2011年
- Baby Princess 寶貝公主 3D天堂0 [LOVE]（導演）

### 網路動畫
2019年
- 忍者寶盒（日语：ニンジャボックス）（總導演）

### 遊戲
2013年
- 怒首領蜂最大往生（日语：怒首領蜂最大往生）（Xbox 360版，OP動畫演出）

## 腳註

## 外部連結
- 稻垣隆行的X（前Twitter） （日語）